# Царине током друге Трампове администрације
Током свог другог председничког мандата, председник Сједињених Америчких Држава Доналд Трамп увео је обимне и агресивне царине на увозну робу, што је довело до значајних промена у америчкој трговинској политици и изазвало глобалне економске последице.

### Повећање царина
Између јануара и априла 2025. године, просечна ефективна царинска стопа у САД порасла је са 2,5% на процењених 27%, што представља највиши ниво у више од једног века.

### Трговински рат са Кином
Трамп је ескалирао постојећи трговински рат са Кином, подижући основне царине на кинески увоз на 145%. Као одговор, Кина је увела минималну царину од 125% на америчку робу и ограничила извоз ретких земаља, кључних за високотехнолошке индустрије.

### Трговински односи са Канадом и Мексиком
Трамп је покренуо трговински рат са Канадом и Мексиком увођењем царине од 25% на већину робе из обе земље. Међутим, касније је одобрио неограничено изузеће за робу у складу са Споразумом САД–Мексико–Канада (УСМЦА).

### Дан ослобођења и реципрочне царине
Дана 2. априла, Трамп је прогласио „Дан ослобођења“ и најавио минималну царину од 10% на сав увоз у САД, која је ступила на снагу 5. априла. Такође су уведене више царине на увоз из 57 земаља. Ове мере су изазвале одмазду трговинских партнера и довеле до краха берзе.

### Укидање „де минимис“ изузећа
Трамп је најавио укидање „де минимис“ изузећа за Кину од 2. маја, а за све остале земље у будућности. Ова мера има за циљ спречавање злоупотребе изузећа од царина за нисковредне пошиљке.

### Економски утицај
Повећане царине су допринеле смањењу пројекција раста БДП-а од стране Федералних резерви и Организације за економску сарадњу и развој (ОЕЦД), као и повећању очекивања рецесије.